# Voetbalelftal van Papoea-Nieuw-Guinea (vrouwen)
Het Papoea-Nieuw-Guineaans vrouwenvoetbalelftal is een voetbalteam dat uitkomt voor Papoea-Nieuw-Guinea bij internationale wedstrijden, zoals het Oceanisch kampioenschap voetbal vrouwen.

## OK-historie
- 1983: Niet deelgenomen
- 1986: Niet deelgenomen
- 1989: Vierde plaats
- 1991: Derde plaats
- 1994: Derde plaats
- 1998: Derde plaats
- 2003: Derde plaats
- 2007: Tweede plaats
- 2010: Tweede plaats
- 2014: Tweede plaats
- 2018: Derde plaats
- 2022: Winnaar

## WK-historie
- 1991: Niet gekwalificeerd
- 1995: Niet gekwalificeerd
- 1999: Niet gekwalificeerd
- 2003: Niet gekwalificeerd
- 2007: Niet gekwalificeerd
- 2011: Niet gekwalificeerd
- 2015: Niet gekwalificeerd
- 2019: Niet gekwalificeerd
- 2023: Niet gekwalificeerd

## Selecties

### Huidige selectie
De volgende speelsters werden geselecteerd voor de intercontinentale play-offs in februari 2023 in Nieuw-Zeeland voor het Wereldkampioenschap voetbal vrouwen 2023.
|                           |                    |      |        |      |
|                           |                    |      |        |      |
| №                         | Naam               | Wed. | Dlpnt. | Club |
| Doel                      |                    |      |        |      |
| 1                         | Faith Kasiray      |      |        |      |
| 22                        | Betty Sam          |      |        |      |
| 23                        | Leah Loi           |      |        |      |
| Verdediging               |                    |      |        |      |
| 2                         | Lavina Hola        |      |        |      |
| 3                         | Margret Joseph     |      |        |      |
| 4                         | Lucy Maino         |      |        |      |
| 5                         | Olivia Upaupa      |      |        |      |
| 12                        | Anashtasia Gunemba |      |        |      |
| 15                        | Michaelyne Butubu  |      |        |      |
| 18                        | Shalom Waida       |      |        |      |
| 20                        | Gloria Laeli       |      |        |      |
| 21                        | Isabella Natera    |      |        |      |
| Middenveld                |                    |      |        |      |
| 6                         | Yvonne Gabong      |      |        |      |
| 7                         | Rumona Morris      |      |        |      |
| 8                         | Rayleen Bauelua    |      |        |      |
| 13                        | Ramona Padio       |      |        |      |
| 14                        | Kesai Kotome       |      |        |      |
| 16                        | Phylis Pala        |      |        |      |
| Aanval                    |                    |      |        |      |
| 9                         | Calista Maneo      |      |        |      |
| 10                        | Charlie Yanding    |      |        |      |
| 11                        | Georgina Kaikas    |      |        |      |
| 17                        | Nenny Elipas       |      |        |      |
| 19                        | Asaiso Gossie      |      |        |      |
| Bondscoach: Spencer Prior |                    |      |        |      |

PNGFA · 
A-internationals · 
Vrouwenelftal van Papoea-Nieuw-Guinea
1969 – 1979 · 
1980 – 1989 · 
1990 – 1999 · 
2000 – 2009 · 
2010 – 2019 ·
2020 − 2029
Amerikaans-Samoa ·
Australië ·
Centraal-Afrikaanse Republiek ·
China ·
Cookeilanden ·
Fiji ·
Filipijnen ·
Indonesië ·
Iran ·
Liberia ·
Maleisië ·
Nieuw-Caledonië ·
Nieuw-Zeeland ·
Salomonseilanden ·
Samoa ·
Singapore ·
Sri Lanka ·
Tahiti ·
Thailand ·
Tonga ·
Vanuatu